# 177 Irma
För andra betydelser, se Irma.
177 Irma eller 1937 UA är en asteroid upptäckt 5 november 1877 i Paris av astronomen Paul Henry. Ursprunget till namnet är okänt.